# Deutsche Schwimmmeisterschaften 1940
Die 55. Deutschen Meisterschaften im Schwimmen fanden im Jahr 1940 statt.
| Disziplin       | Männer          | Männer         | Männer | Frauen         | Frauen          | Frauen |
| Disziplin       | Name            | Verein         | Zeit   | Name           | Verein          | Zeit   |
| --------------- | --------------- | -------------- | ------ | -------------- | --------------- | ------ |
| 100 m Freistil  | Werner Birr     | SV Berlin      |        | Ursula Pollack | Spandau 04      |        |
| 200 m Freistil  | Werner Plath    | Askania Berlin |        |                |                 |        |
| 400 m Freistil  | Werner Plath    | Askania Berlin |        | Inge Schmitz   | Spandau 04      |        |
| 1500 m Freistil | Werner Plath    | Askania Berlin |        |                |                 |        |
| 200 m Brust     | Joachim Balke   | Bremischer SV  |        | Inge Schmidt   | Eimsbütteler TV |        |
| 100 m Rücken    | Ulrich Schröder | SSF Bonn       |        | Liesl Weber    | SV Bayreuth     |        |